# Casper (Wyoming)
Casper er en amerikansk by og admistrativt centrum i det amerikanske county Natrona County i staten Wyoming. I 2000 havde byen et indbyggertal på 49.644.